# Ushahidi

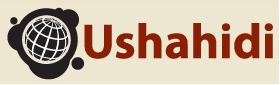
Logo Ushahidi

Ushahidi (betekent 'getuigenis' in het Swahili) is gratis opensourcesoftware voor informatiegaring, -visualisatie en om gebeurtenissen interactief in kaart te brengen.

## Geschiedenis
Oorspronkelijk was Ushahidi een website die werd ontwikkeld om het geweld te Kenia in kaart te brengen, dit na de uitslag van de verkiezingen in het begin van 2008. Hierop kon de Keniaanse bezoeker precies aangeven waar de rellen en demonstraties plaatsvonden. Zo'n 45.000 Kenianen gebruikten deze tool dagelijks om elkaar van de belangrijke gebeurtenissen en plaatsen op de hoogte te houden. Door de koppen bij elkaar te steken werd kennis en expertise met elkaar uitgewisseld, waardoor het idee in een paar dagen al snel vorm kreeg en het uiteindelijk een succes werd.
Sindsdien wordt Ushahidi wereldwijd gebruikt, bijvoorbeeld na grote rampen, zoals de aardbeving in Haïti en Chili. De bevolking kan online en via sms precies aanwijzen welke gebouwen zijn ingestort, waarop de hulpverlening plaatselijk kan inspelen. Slachtoffers kunnen eveneens zo familie aan de andere kant van de wereld laten weten dat hun huis, of dat van oma, is ingestort. Onder andere tijdens de bosbranden in Rusland gedurende 2010 had de schade veel groter kunnen zijn als er geen gebruik was gemaakt van Ushahidi. Degenen die de brandhaarden bestreden, maakten met behulp hiervan een internetapplicatie, waarvoor ze informatie van burgers gebruikten om in kaart te brengen wat de beste routes waren om de branden te blussen. "Ushahidi zorgt ervoor dat mensen worden gehoord en informatiekanalen democratischer worden; het moedigt burgerparticipatie aan", zegt medeoprichter Juliana Rotich.